# Lysin-spezifische Demethylase 5D
Die Lysin-spezifische Demethylase 5D ist ein Enzym, das beim Menschen durch das KDM5D-Gen kodiert wird. Das Enzym gehört zur Superfamilie der α-Ketoglutarat-abhängigen Hydroxylasen.
Es handelt sich bei der Lysin-spezifischen Demethylase 5D um ein Zinkfingerprotein.

## Biologische Bedeutung
Die Lysin-spezifische Demethylase 5 ist ein Enzym aus der Gruppe der Histon-Lysin-Demethylasen. Es demethyliert spezifisch di- und trimethyliertes Lysin 4 (K4) im Histon H3 (Histonmodifikationen H3K4me2/3) und hat damit Einfluss auf die Epigenetik („Histon-Code“). Nicht demethyliert werden H3K9me, H3K27me, H3K36me oder H3K79me.

## Genetik
Das KDM5D-Gen, das für die Lysin-spezifische Demethylase (KDM5D-Protein) kodiert, ist beim Menschen auf dem Y-Chromosom lokalisiert. In einer Studie identifizierten Forscher KDM5D als ein transkriptionell hochreguliertes Gen in kolorektalen Tumoren. Dies könne zu den geschlechtsbedingten Unterschieden beim Auftreten bestimmter Formen von Darmkrebs (KRAS-positives kolorektales Karzinom) beitragen.